# Strømsgodsets kommun
Strømsgodsets kommun (norska: Strømsgodset kommune) var en kommun i Buskerud fylke i sydöstra Norge. Kommunen omfattade ett mindre område i den mellersta delen av nuvarande Drammens kommun.

## Administrativ historik
Strømsgodsets kommun upprättades den 1 januari 1838 (som Strømsgodset formannskapsdistrikt) när Formannskapslovene från 1837 trädde i kraft.
1843 gick Strømsgodsets kommun upp i Skogers kommun. Kommunens hade då 731 invånare. Området fördes samtidigt över från Buskerud fylke till Vestfold fylke.